# Can't stop running
Can't stop running was de eerste single van de Britse band Space Monkey uit 1983.
Het is een new wave nummer waarop de invloed van Giorgio Moroder duidelijk hoorbaar is. De keyboards op het nummer worden bespeeld door "veteraan" Tommy Eyre. Muziekproducent was Steve Brown, die al in 1972 Elton John produceerde en later ook werkte met Wham!.

## Hitnotering
Het scoorde in zowel de Britse hitparade (vier weken met hoogste plaats 53), als de Nederlandse (met plek 12 als hoogste positie) en Belgische. In de Verenigde Staten haalde het ook een notering in de Billboard Hot 100.
Nederlandse Top 40
| Positie: | 22 | 14 | 12 | 15 | 28 | 40 | uit |

Nederlandse Single Top 100
| Positie: | 46 | 31 | 17 | 13 | 16 | 20 | 37 | 41 | uit |

Belgische BRT Top 30
| Positie: | 20 | 20 | 24 | uit |

Vlaamse Ultratop 50
| Positie: | 18 | 18 | 22 | uit |

### NPO Radio 2 Top 2000
Can't Stop Running stond alleen in 2000 in de NPO Radio 2 Top 2000, op plek 1989.